# Zanna Bianca (film 2018)
Zanna Bianca (Croc-Blanc) è un film di animazione diretto da Alexandre Espigares, il primo realizzato per il grande schermo ispirato all'omonimo romanzo di Jack London. Nella versione italiana il film è narrato da Toni Servillo.

## Trama
La storia è ambientata nel Canada innevato del Grande Nord alla fine del 1800. Il cucciolo (metà lupo e metà cane) sopravvive con sua mamma tra la neve e i pericoli della natura incontaminata: la madre viene ferita durante un attacco di una lince, che la indebolisce tanto da farla riavvicinare alla tribù indiana di Castoro Grigio, che la riconosce come Kiche, la lupa capobranco della slitta, fuggita tempo addietro. Castoro Grigio li accoglie nella comunità ed attribuisce al cucciolo il nome di Zanna Bianca, dato il colore insolito e raro delle sue zanne. Cresciuto robusto e forte, diventa egli stesso capobranco: questo momento segna il passaggio all'età adulta.
I pericoli non sono però finiti: la sua struttura fisica, a metà tra quella di un cane e di un lupo, fa gola a molti uomini impegnati nelle scommesse dai combattimenti tra animali, in particolar modo a Smith Bellezza, che riesce a farselo vendere da Castoro Grigio, arrivato in villaggio a vendere i guanti per poter comprare la terra dove vive la sua tribù. Purtroppo viene raggirato e l'unico modo per poter ottenere il denaro è vendere Zanna Bianca. Il lupo viene quindi duramente preparato ai combattimenti e solo l'arrivo provvidenziale dello sceriffo Weedon Scott cambia le sue sorti.

## Produzione
La produzione del film è iniziata nel 2014. La prima stesura della sceneggiatura era a opera di Philippe Lioret, poi rielaborata dal regista Espigares. Il film è realizzato secondo una tecnica di animazione mista composta da Motion Capture per l'animazione degli umani, a cui segue l'animazione Key Frame per restituire un'interpretazione credibile ai personaggi e l'utilizzo della pittura per quanto riguarda la colorazione. Il film è tutto narrato dalla prospettiva degli animali: lo scopo è quello di seguire i protagonisti nella maestosa natura che li circonda.
Il regista Alexandre Espigares ha dichiarato di essere un ammiratore del cinema italiano. Per girare Zanna Bianca si è ispirato a Il grande silenzio di Corbucci e Django con Franco Nero, ma anche Corvo rosso non avrai il mio scalpo! di Sydney Pollack e Conan il barbaro di John Milius.

## Distribuzione
Il film è stato distribuito in Italia l'11 ottobre 2018 da Adler Entertainment.